# Haematopota oldroydi
Haematopota oldroydi är en tvåvingeart som beskrevs av Travassos Dias 1954. Haematopota oldroydi ingår i släktet Haematopota och familjen bromsar.
Artens utbredningsområde är Moçambique. Inga underarter finns listade i Catalogue of Life.